# Welshe voetbalbond
De FAW of Football Association of Wales is de Welshe voetbalbond, het is de op twee na oudste voetbalbond van de wereld. Alleen de Engelse en Schotse voetbalbonden werden eerder opgericht. De FAW organiseert de competities in Wales zoals de League of Wales. De FAW is ook verantwoordelijk voor het Welshe voetbalelftal.

## Nationale ploegen
- Welsh voetbalelftal (mannen)
- Welsh voetbalelftal (vrouwen)
- Welsh voetbalelftal onder 21 (mannen)
- Welsh voetbalelftal onder 17 (vrouwen)